# Q horečka

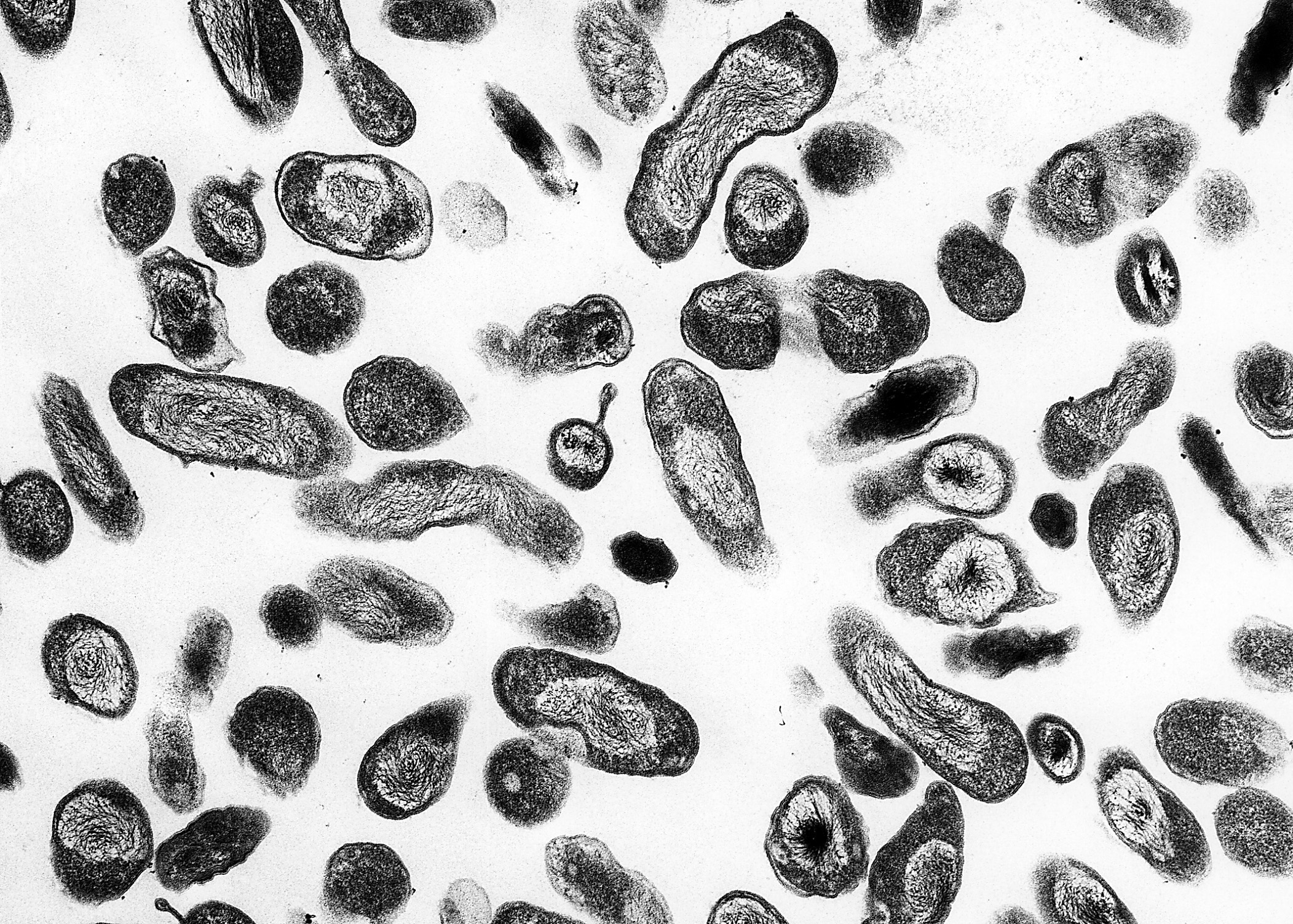
Coxiella burnetii

Q horečka je onemocnění způsobené mikroorganismem Coxiella burnetti. Nejrozšířenější je mezi ovcemi, kozami a dobytkem. Uplatňuje se především inhalační přenos, tedy vdechnutí částic kontaminovaných mikroorganismem. Onemocnění poprvé popsal v roce 1937 Edward Holbrook Derrick (1898–1976) u zaměstnanců jatek v Brisbane v australském Queenslandu.

## Popis onemocnění
Po inkubační době 10–20 dní se akutní Q horečka projeví zvýšenými teplotami, trvajícími dva dny až dva týdny. Často dochází k rozvoji pneumonie bez výrazného klinického obrazu, ale s pozitivním nálezem na rentgenovém snímku plic. Bolesti hrudi, kašel se objevují jen u čtvrtiny pacientů. Zotavení probíhá vcelku bez komplikací.
K léčbě se doporučuje tetracyklin nebo doxycyklin po dobu 5–7 dnů, nebo kombinace erythromycinu a rifampicinu. Léčba tetracyklinem v inkubační době oddálí nástup nemoci, ale nedokáže jí zabránit.
Vakcinace probíhá jednou dávkou usmrcených organismů Coxiella burnetti a zaručuje kompletní ochranu proti normálně se vyskytující horečce Q a na více než 90 procent i proti aerosolovém použití v případě biologického útoku. Ochrana trvá 5 let. Podávání vakcíny může být provázeno reakcí, včetně nekrózy očkované oblasti.